# Агабекян, Артур Александрович
Артур Александрович Агабекян (арм. Արթուր Ալեքսանդրի Աղաբեկյան, род. 24 ноября 1963, Мецтаглар, Гадрутский район, НКАО, Азербайджанская ССР) — армянский государственный и военный деятель непризнанной Нагорно-Карабахской Республики (НКР).
С первых дней участвовал в Карабахском движении. Был другом и телохранителем первого Председателя Верховного Совета НКР Артура Мкртчяна. Во время активных боевых действий возглавил оборону Гадрутского района. В тяжелых летних боях 1992 года Артур Агабекян и его бойцы сумели защитить Гадрутский район, а летом 1993 года, отразив наступление азербайджанской армии, подразделения, оборонявшие Гадрутский район, полностью очистили его территорию от азербайджанских войск. Продолжая теснить врага, с целью подавить огневые точки противника Артур Агабекян и его бойцы дошли до Горадиза.

## Биография
- 1981—1986 — Ереванский политехнический институт имени К. Маркса. Окончил институт по специальности «инженер-электротехник».
- 1986—1988 — научный сотрудник на научно-производственном объединении «Армсельхозмеханизация».
- 1988—1994 — участвовал в Первой карабахской войне, первый командир Гадрутского оборонительного района НКР, затем начальник 4-го отдела штаба Армии обороны НКР.
- 1992 — советник первого председателя Верховного совета НКАО.
- 1992—1996 — командир 1-го оборонительного района Армии обороны НКР.
- 1997—1999 — командир 1-й юго-восточной бригады ОР.
- 1999 — указом президента НКР назначен министром внутренних дел НКР.
- 1999—2000 — начальник управления региональной интеграции при правительстве Армении.
- 2000—2007 — заместитель министра обороны Армении. Генерал-майор (2000), генерал-лейтенант (2003).
- 2007—2012 — депутат Национального собрания Армении. Член партии «АРФД».
- С сентября 2012 по март 2017 года — вице-премьер НКР[1][2].

Женат, имеет троих детей.

## Награды
- Герой Арцаха, НКР (2017)[3]
- орден «Боевой Крест второй степени», Армения
- орден «Боевой Крест первой степени», НКР
- медали «За мужество» и «Драстамата Канаяна», памятная медаль «Маршал Баграмян — 100»